# Torrebelvicino
Torrebelvicino ist eine nordostitalienische Gemeinde (comune) mit 5841 Einwohnern (Stand 31. Dezember 2023) in der Provinz Vicenza in Venetien. Die Gemeinde liegt etwa 26 Kilometer nordwestlich von Vicenza in den Vicentiner Alpen am Leogra. Torrebelvicino ist Teil der Comunità montana Leogra Timonchio.

## Verkehr
Zwischen 1885 und 1925 verkehrte zwischen Torrebelvicino und Schio auf vier Kilometern eine Schmalspureisenbahn (950 mm). Die frühere Strada Statale 46 del Pasubio, die von Vicenza durch den Ort nach Rovereto führte, ist mittlerweile zur Provinzstraße heruntergestuft.